# William Stowell
Pour les articles homonymes, voir Stowell.
William H. Stowell (né le 13 mars 1885 à Boston, dans le Massachusetts) et mort le 9 décembre 1919 dans un accident de chemin de fer à Élizabethville au Congo) est un acteur américain de la période du cinéma muet.

## Biographie
William Stowell débute au cinéma en 1909.

## Filmographie partielle
- 1911 : The Plumber
- 1911 : Brown of Harvard
- 1911 : The Wheels of Justice
- 1911 : How They Stopped the Run on the Bank
- 1911 : Jim and Joe
- 1911 : Ten Nights in a Bar Room
- 1911 : Dad's Girls
- 1911 : Jealous George
- 1911 : The Two Orphans de Otis Turner et Francis Boggs
- 1911 : Maud Muller
- 1911 : The Inner Mind
- 1911 : The Rose of Old St. Augustine
- 1912 : Cinderella
- 1912 : The Prosecuting Attorney
- 1912 : The Hypnotic Detective
- 1912 : A Safe Proposition
- 1912 : The Coming of Columbus
- 1912 : Sons of the North Woods
- 1912 : The House of His Master de Lem B. Parker
- 1912 : A Freight Train Drama de Francis Boggs
- 1912 : The Girl at the Cupola de Oscar Eagle
- 1912 : When Memory Calls de Frank Beal
- 1912 : Hypnotized de Otis Thayer
- 1912 : The Horseshoe d'Otis Thayer
- 1912 : As the Fates Decree d'Oscar Eagle
- 1912 : In Little Italy de William V. Mong
- 1912 : The Redemption of 'Greek Joe' de William V. Mong
- 1912 : All on Account of Checkers d'Otis Thayer
- 1913 : God's Way de Hardee Kirkland
- 1914 : In Tune with the Wild de E.A. Martin
- 1915 : The Lion's Mate de Tom Santschi
- 1917 : La Dette (Pay Me!) de Joseph De Grasse
- 1917 : Le Cœur de Mieke (Fires of Rebellion) d'Ida May Park
- 1917 : Maison de danses au far-west (Hell Morgan's Girl) de Joseph De Grasse
- 1918 : Pour l'humanité (The Heart of Humanity) de Allen Holubar
- 1918 : La Flamme et le Papillon (The Talk of the Town) de Allen Holubar